# René Guyon
René Charles Guyon, (27 de mayo de 1876 - 1963) fue un jurista francés. Es conocido por haber escrito un importante tratado sobre ética sexual. Su obra teórica permanece en parte inédita aunque se encuentra traducida y distribuida en Estados Unidos.

## Carrera
Después de haber probado suerte en la literatura y la poesía, René Guyon obtuvo un doctorado en derecho en la Sorbona en 1902, luego trabajó como abogado y juez. En 1908, fue llamado a la corte del rey Rama V Chulalongkorn, en el Reino de Siam, con la misión de redactar un conjunto de códigos relativos al derecho civil y penal. Posteriormente, fue nombrado jefe de un comité editorial a nivel nacional que incluía a muchos colaboradores extranjeros. Este trabajo cooperativo fue parte de las grandes reformas emprendidas por Rama para modernizar el reino. En 1919, Guyon publicó en París un informe resumido directamente en inglés, The Work of codification in Siam ("El desarrollo de las leyes en Siam"). Luego, se convirtió en asesor del Ministro de Justicia y tomó la nacionalidad tailandesa en 1940 y fue nombrado miembro de la Corte Suprema. Allí recibió el nombre de Phichan Bunyong (en tailandés: พิชาญ บุญยง). En 1953, cuando se jubiló, se casó con una joven tailandesa.
Guyon viajó a muchas regiones del mundo: Europa, África del Norte, Siberia, China, Indochina, Malasia e Indonesia. Fue un crítico a veces feroz de la Liga de las Naciones, luego, después de 1945, de las Naciones Unidas. Denunció en estas instituciones ciertos mecanismos perversos que buscan no respetar los derechos humanos y las libertades fundamentales. Fue, en este sentido, fiel a los ideales de la Revolución Francesa.

## "Estudios de ética sexual"
Este libro fue escrito a partir del año 1928. Los estudios sobre ética sexual forman parte de un movimiento general que, desde Wilhelm Reich hasta Magnus Hirschfeld, pasando por Helene Stöcker a Bertrand Russell, propone repensar las libertades fundamentales y acabar con el "viejo régimen sexual". Guyon se hace pasar por un filósofo del derecho y desarrolla una sexología fundada en el lado de la ley natural, yendo más allá de los dogmas de cualquier naturaleza. Este trabajo abarca 10 volúmenes y se completó en 1947.
Los primeros seis volúmenes se publicaron entre 1929 y 1939 en Francia y prohibidos después de la invasión alemana. Los tres últimos volúmenes están inéditos hasta la fecha, al menos en francés. Estas obras, traducidas desde 1933 al inglés, interesaron a Harry Benjamin, Alfred Kinsey, Robert Latou Dickinson, como lo demuestra una correspondencia.
Tras la muerte de Guyon, el traductor estadounidense George Russel Weaver heredó los derechos sobre su obra, que ahora es gestionada por el Kinsey Institute for Research in Sex, Gender, and Reproduction, que se encarga de publicar las obras inéditas.

## Legado
La Sociedad René Guyon, que lleva su nombre, no tiene absolutamente nada que ver con el pensador: no fue ni su fundador ni su director.

## Reconocimientos
- 1920 – Orden del Elefante Blanco - Segunda Clase
- 1925 – Orden de la Corona de Tailandia - Primera Clase